# Herbert Pitman

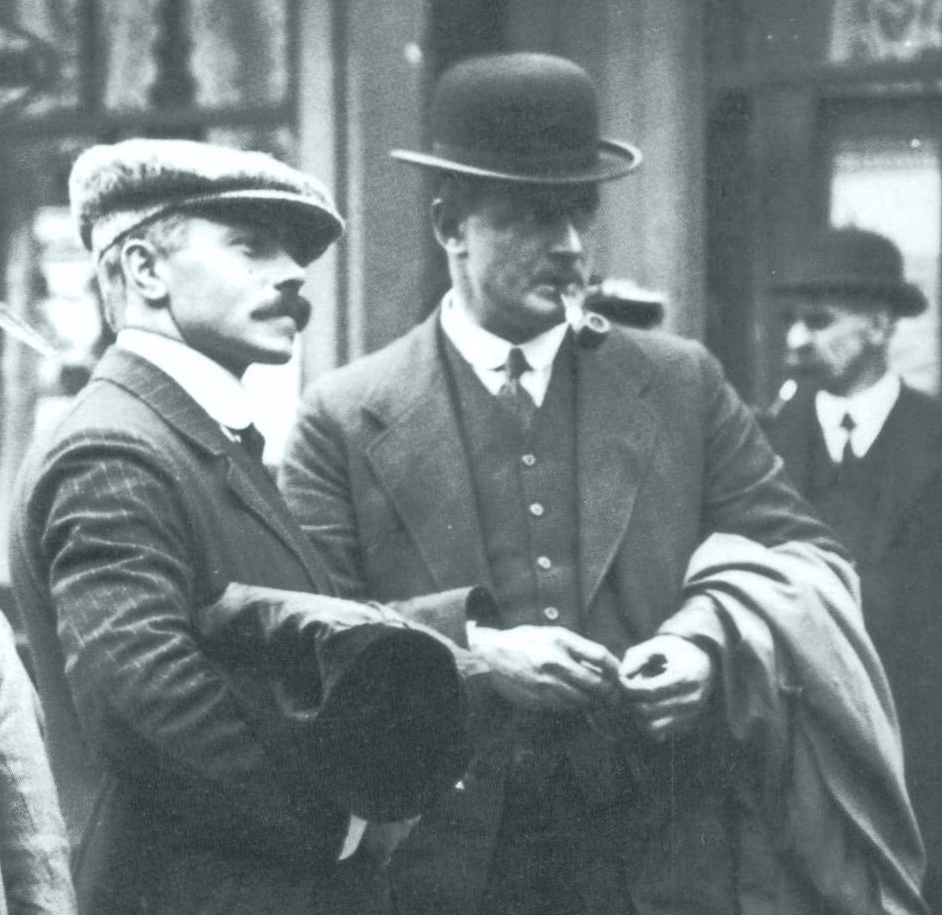
Pitman, z lewej, obok Charles Lightoller.

Herbert John Pitman, Bert Pitman (ur. 20 listopada 1877, zm. 2 grudnia 1961) – brytyjski marynarz, trzeci oficer na RMS Titanic i jedyny oficer Titanica, który nie był członkiem Royal Navy Reserve. Wcześniej służył też na Majesticu, Dolphinie i Oceanicu, po katastrofie zaokrętował się na RMS Oceanic i siostrzanym statku Titanica, RMS Olympic. Postać Pitmana pojawia się w filmie Titanic z 1997, grana przez Kevina de la Noya.

## Życiorys
Urodził się w Sutton Morris, wiosce leżącej niedaleko Castle Cary, Somerset, Anglia. Syn farmera Henry’ego Pitmana i Sarah Marchant Pitman. Spis z 1881 wykazuje, że trzyletni wówczas „Bert” mieszkał na Sutton Road, w wiosce Sutton Morris, wraz z owdowiałą matką, bratem Williamem Henry Pitmanem i młodszą siostrą, Idą M. Pitman. W 1895, osiemnastoletni Pitman włączył się w szeregi marynarki handlowej. W maju 1900 zdał egzamin na drugiego oficera, a w czerwcu 1902 egzamin na pierwszego oficera. Kilka lat po katastrofie „Titanica” ujawniły się u niego problemy ze wzrokiem, w związku z czym przestał służyć jako oficer nawigacyjny, ale przez wiele lat pływał jeszcze jako intendent. Zmarł na krwotok podpajęczynówkowy, w wieku 84 lat. W kwietniu 1998 kilkanaście rzeczy należących do Pitmana sprzedano na aukcji w Sotheby’s.

## Zatonięcie Titanica
Pitman obserwował zatonięcie Titanica wraz z ocalałymi pasażerami, na pokładzie łodzi ratunkowej nr. 5, ok. 370m od tonącego statku. Był jednym z nielicznych, którzy twierdzili, że transatlantyk zatonął w jednym kawałku. Po pochłonięciu rufy okrętu przez fale, spojrzał na zegarek i głośno oznajmił: „Jest druga dwadzieścia rano” (ang. „It is 2:20 am”).
Ostatecznie, ocalałych na łodzi nr. 5 uratowała RMS Carpathia, która 18 kwietnia przybiła z nimi do przystani w Nowym Jorku. Pitman był jednym ze świadków podczas amerykańskiego dochodzenia w sprawie zatonięcia statku. Podobnie jak innym oficerom, pozwolono mu opuścić Nowy Jork 2 maja. Po powrocie do Anglii, zeznawał również w dochodzeniu brytyjskim.